# Ан Маккафри
Ан Инез Маккафри (на английски: Anne Inez McCaffrey) е американска писателка на фентъзи и научна фантастика. Нейните произведения са насочени както към младежка, така и към по-зряла публика и съчетават приключенския дух със застъпничеството за правата на жените. Тя е първата жена, спечелила наградата „Хюго“ и наградата „Небюла“ за художествена литература. Считана е за пионер и популярен автор на научна фантастика, и е сравнявана със съвременниците ѝ Андре Нортън, Урсула Ле Гуин и Марион Зимър Брадли.

## Биография
Родена е на 1 април 1926 г. в Кеймбридж, Масачузетс, САЩ в семейството на Джордж Хърбърт Маккафри – полковник от Американската армия и градски администратор, и Ан Дороти Макелрой Маккафри – агентка недвижими имоти. Има двама братя – Хю Маккафри, майор от Американската армия и Кевин Ричард Маккафри.
Учи в Начално училище „Стюарт Хол“ в Стонтън, Вирджиния и в гимназия „Монтклеър“ в Монтклеър, Ню Джърси. През 1947 г. се дипломира с почетна грамота по специалност „Славянска филология“ в Колеж Радклиф в родния си град. През първите години след завършването си работи като копирайтър и секретарка.
През 1950 г. се жени за Хорас Райт Джонсън, от когото ражда двама сина и една дъщеря. През 1970 г. се развежда и емигрира в Ирландия със сина си Тод Маккафри и с дъщеря си Джорджан (Джиджи) Маккафри (по мъж Кенеди), а синът ѝ Алек Антъни Маккафри остава в САЩ. През 1990-те г. се установява за постоянно в новопостроения ѝ дом в „Градината на Ирландия“- Графство Уиклоу, имот от 47 акра, наречен от писателката Dragonhold-Underhill.
През 1954 г., по време на боледуване на легло, Маккафри започва да чете научнофантастичното списание „Amazing Fiction“, което я вдъхновява да предложи за публикуване свои произведения на различни издания. Първото ѝ публикувано литературно произведение е разказът „Свободата на съревнованието“ (Freedom of Race) през 1952 г. в сп. „Science Fiction Plus“, последван от разказа „Дамата в кулата“ (Lady in the Tower) през 1959 г. През 1967 г. писателката публикува дебютния си роман „Възвърната" (Restoree), последвана от повестта „Търсенето на Уиър" (Weyr Search), с която през 1968 г. печели награда „Хюго“ за най-добра повест. През същата година излиза повестта „Драконов ездач“ (Dragonrider), която ѝ носи награда „Небюла“ за 1969 г. Двете повести са включени в книгата ѝ „Драконов полет“ (Dragonflight), която поставя началото на най-известния ѝ цикъл произведения: „Драконовите ездачи на Пърн“.
През 1979 г. писателката е удостоена с втора награда „Хюго“ за най-добра фентъзи книга за „Белият дракон“ (The White Dragon) – една от първите научнофантастични книги, включени в списъка за бестселъри на сп. Ню Йорк Таймс.
През 2005 г., на церемониите по връчване на наградата „Небюла“, Маккафри става 22-рият „Гранд Мастър“ на Американската асоциация на писателите на фентъзи и научна фантастика. На 17 юни 2006 г. името на писателката е включено в Залата на славата на научната фантастика.
Маккафри е автор на над деветдесет произведения на художествената литература, някои от които са включени в около 10 серии. По време на дългата си кариера тя си сътрудничи с автори като Елизабет Ан Скарбъроу, Джоди Лин Най, Мерседис Лаки, Маргарет Бол и със сина си Тод Маккафри.
Умира от инсулт в дома си в Ирландия на 21 ноември 2011 г. на 85-годишна възраст.

## Избрани произведения

### Цикъл „Драконовите ездачи на Пърн“ (Dragonriders of Pern)*
по дата на публикуване
1. Dragonflight (1968)
Полетът на дракона, изд. „Абагар Холдинг“ (1994), прев. Григор Гачев
2. Dragonquest (1971)
Походът на Дракона, изд. „Абагар Холдинг“ (1995), прев. Десислава Владимирова
3. Dragonsong (1976)
4. Dragonsinger (1977)
5. The White Dragon (1978) – награда „Хюго“ за 1979 г.
„Белият дракон“, фен превод
6. Dragondrums (1979)
7. Moreta: Dragonlady of Pern (1983)
8. Nerilka's Story (1986)
9. Dragonsdawn (1988)
10. The Renegades of Pern (1989)
11. All the Weyrs of Pern (1991)
12. The Chronicles of Pern: First Fall (1993) – сборник
13. The Dolphins of Pern (1994)
14. Dragonseye (1997), изд. и като Red Star Rising (1996)
15. The Masterharper of Pern (1998)
16. The Skies of Pern (2001)
17. Dragon's Kin (2003) – с Тод Маккафри
18. Dragon's Blood (2005) – автор Тод Маккафри
19. Dragon's Fire (2006) – с Тод Маккафри
20. Dragon Harper (2007) – с Тод Маккафри
21. Dragonheart (2008) – автор Тод Маккафри
22. Dragongirl (2010) – автор Тод Маккафри
23. Dragon's Time (2011) – с Тод Маккафри
24. Sky Dragons (2011) – с Тод Маккафри
25. Dragon's Code (2018) – автор Джиджи Маккафри

- част 1, 2 и 5 съставляват оригиналната трилогия „Драконовите ездачи на Пърн“ (The Dragonriders of Pern) (1978). Част 3, 4 и 6 са включени в трилогията „Залата на арфистите на Пърн“ (Harper Hall of Pern) (1984)

### Серия „Пеещите кораби“ (The Ship Who Sang или Brainships)
1. The Ship Who Sang (1969)
2. PartnerShip (1992) – с Маргарет Бол
3. The Ship Who Searched (1992) – с Мерседис Лаки
4. The City Who Fought (1993) – със С. М. Стърлинг
5. The Ship Who Won (1994) – с Джоди Лин Най
6. The Ship Errant (1996) – с Джоди Лин Най
7. The Ship Avenged (1997) – автор С. М. Стърлинг

### Серия „Кристална певица" (Crystal Singer)
1. Crystal Singer (1982)
2. Killashandra (1985)
3. Crystal Line (1992)

#### Серия „Кристална певица – серия „Континуум“ (Crystal Singer – Continuum Serial)
1. Prelude to a Crystal Song (1974)
2. Killashandra – Crystal Singer (1974)
3. Milekey Mountain (1974)
4. Killashandra – Coda and Finale (1975)

### Серия „Дюна“ (Doona)
1. Decision at Doona (1969)
2. Crisis on Doona (1992) – с Джоди Лин Най
3. Treaty Planet (1994) – с Джоди Лин Най

### Серия „Катени“ (Catteni)
1. Freedom's Landing (1995)
2. Freedom's Choice (1997)
3. Freedom's Challenge (1998)
4. Freedom's Ransom (2002)

### Серия „Петейби“ (Petaybee)
с Елизабет Ан Скарбъроу
1. Powers That Be (1993)
2. Power Lines (1994)
3. Power Play (1992)

### Серия „Близнаците на Петейби“ (The Twins of Petaybee)
с Елизабет Ан Скарбъроу
1. Changelings (2006)
2. Maelstrom (2006)
3. Deluge (2008)

### Серия „Динозавърска планета“ (Dinosaur Planet)
1. Dinosaur Planet (1978)
2. Dinosaur Planet Survivors (1984)

### Серия „Планетарни пирати“ (Planet Pirates)
1. Sassinak – с Елизабет Мун (1990)
2. The Death of Sleep – с Джоди Лин Най (1990)
3. Generation Warriors – с Елизабет Мун (1991)

### Серия „Талантът“ (The Talent)
1. To Ride Pegasus (1973)
2. Pegasus in Flight (1990)
3. Pegasus in Space (2000)

### Цикъл „Кулата и кошерът“ (The Tower and the Hive)
1. The Rowan (1990)
2. Damia (1991)
3. Damia's Children (1993)
4. Lyon's Pride (1994)
5. The Tower and the Hive (1999)

### Цикъл „Акорна“ (Acorna)
Първите два романа от поредицата са написани в сътрудничество с Маргарет Бол, а следващите седем – с Елизабет Ан Скарбъроу.
1. Acorna: the Unicorn Girl (1997)
2. Acorna's Quest (1998)
3. Acorna's People (1999)
4. Acorna's World (2000)
5. Acorna's Search (2001)
6. Acorna's Rebels (2003)
7. Acorna's Triumph (2004)
8. First Warning: Acorna's Children (2005)
9. Second Wave: Acorna's Children (2006)
10. Third Watch: Acorna's Children (2007)